# Naevius calilegua
Naevius calilegua is een spinnensoort uit de familie Macrobunidae. De wetenschappelijke naam van de soort werd voor het eerst geldig gepubliceerd in 2000 door Compagnucci & M. J. Ramírez.